# St. Michael (Blessem)

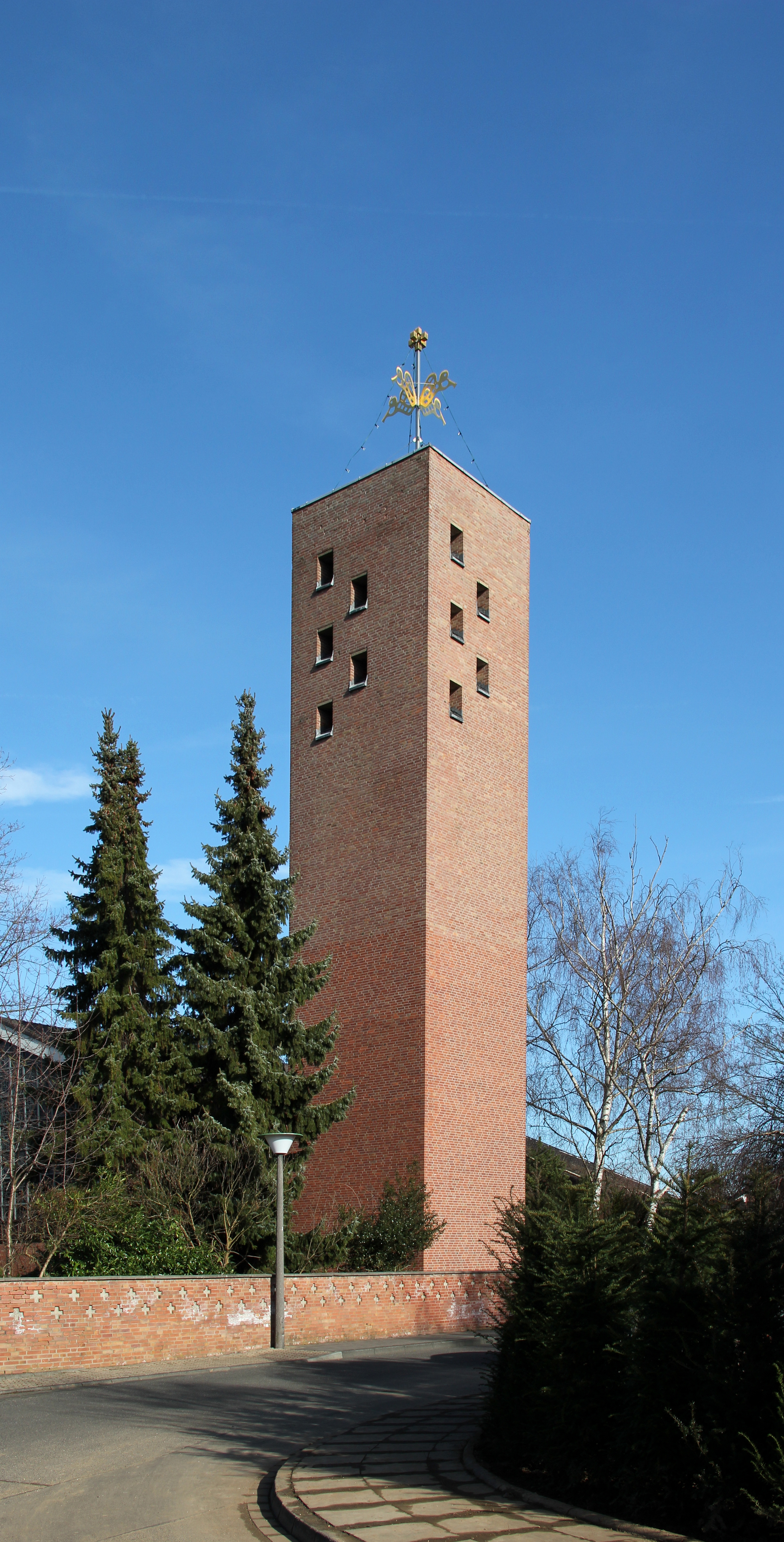
St. Michael

Die römisch-katholische Pfarrkirche St. Michael liegt in Blessem, einem Stadtteil von Erftstadt. Sie gehört zur Pfarreiengemeinschaft Erftstadt-Ville im Kreisdekanat Rhein-Erft-Kreis des Erzbistums Köln.

## Geschichte
Jahrhundertelang war die St. Servatius Kapelle in Heddinghoven, eine Filiale der Kirche St. Kilian in Lechenich, die Pfarrkirche für Blessem und Konradsheim. Nach der Einrichtung eines Rektorats in Frauenthal für den Gottesdienst der Krankenhauskapelle im Jahre 1869, finanziert durch die Stiftung Münch, besuchten die Einwohner von Blessem dort den Gottesdienst.
Die Entwicklung zu einer Pfarrei vollzog sich allmählich. 1908 erhielten die Einwohner Blessems das Recht, ihre Kinder in der Kapelle in Frauenthal taufen zu lassen, 1909 einen eigenen Friedhof. 1923 wurde die Kapelle in Frauenthal Rektoratspfarre für Blessem und Frauenthal.
1961 wurde in Blessem nach den Plänen des Architekten Werner Ingendaay eine neue katholische Kirche mit dem Pfarrpatron St. Michael für Blessem und Frauenthal gebaut und eingeweiht, die den neugotischen Taufstein aus der Marienkapelle in Frauenthal zur weiteren Nutzung erhielt.

## Beschreibung

### Gebäude
Die Mauern der geosteten Kirche bestehen aus Beton. Ihre Außenwände sind mit Ziegeln verblendet. Die Westseite des mit einem Satteldach gedeckten Baus erhielt eine bis in die Giebelspitze reichende, durch Betonrippen gegliederte Glasfassade mit einer Darstellung Mariens als Königin der Engel. Das Hauptportal wurde aus Holz gefertigt und mit einer in Kupfer getriebenen Verkleidung ummantelt. Das Werk entstand 1967 nach Entwürfen des Köttinger Bildhauers Jakob Riffeler. Die Darstellungen geben aufgrund der ausgewählten Motive einen Überblick zur Kirchengeschichte des Ortes. Unter dem thronenden Christus sind die Heiligen Kilian, Apollonia und Servatius als Hinweise auf die Pfarrpatrone von Lechenich und Heddinghoven durch den Künstler dargestellt worden. Maria und Brigitta weisen auf Kloster und Kapelle Frauenthal hin und die Darstellung des heiligen Erzengels Michael auf den Pfarrpatron der Kirche selbst.
Der wie ein Campanile frei stehende 21 Meter hohe Turm wurde wie die Kirche aus Beton gegossen und mit „holländischen Klinkern“ verblendet.
Er ist allseitig mit fünf versetzt angeordneten Schallöffnungen versehen. Die Darstellungen in der Glaswand zwischen Kirche und Turm haben Bezug zu den örtlichen Vereinen und ihren Patronen.

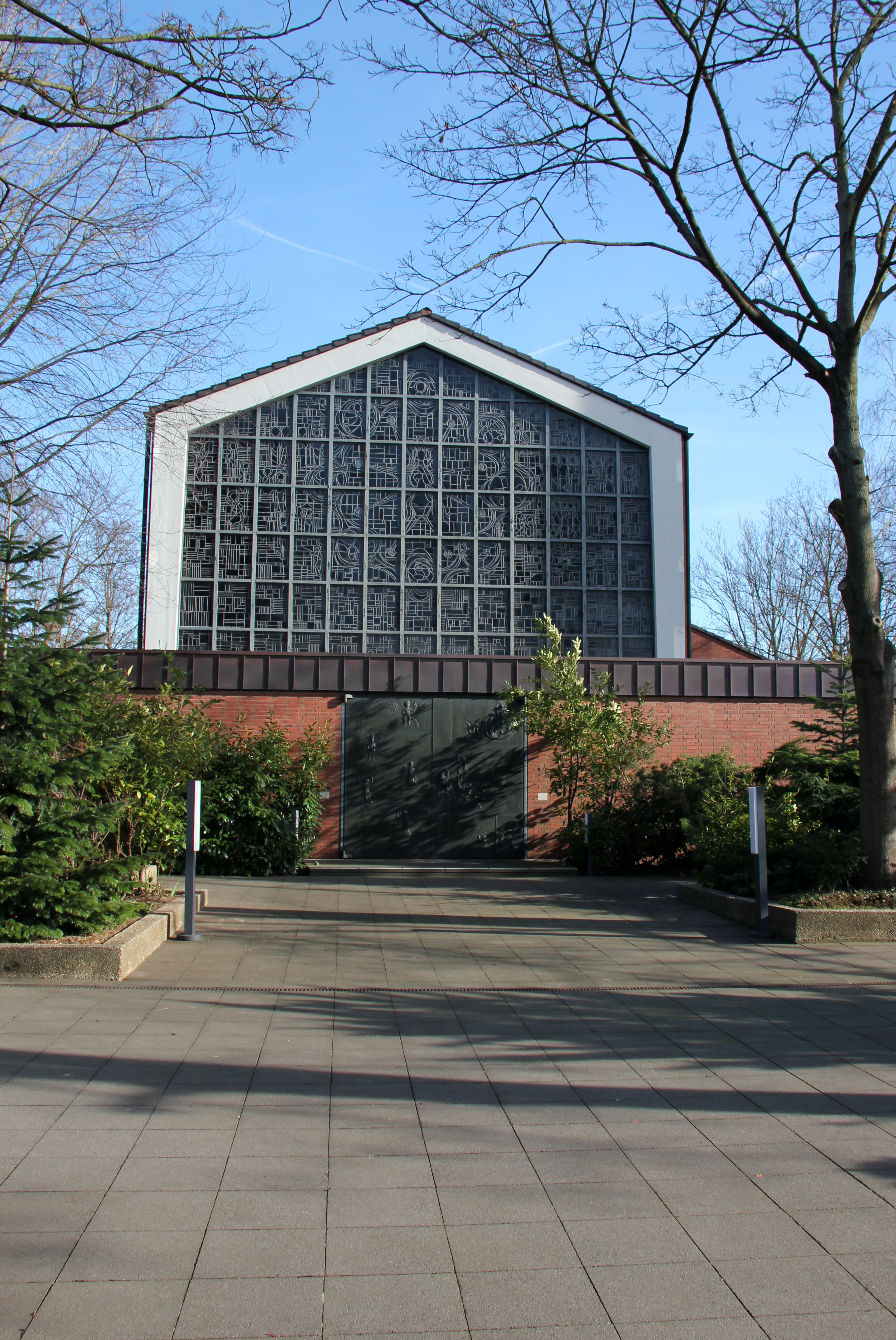
Sankt Michael Westseite
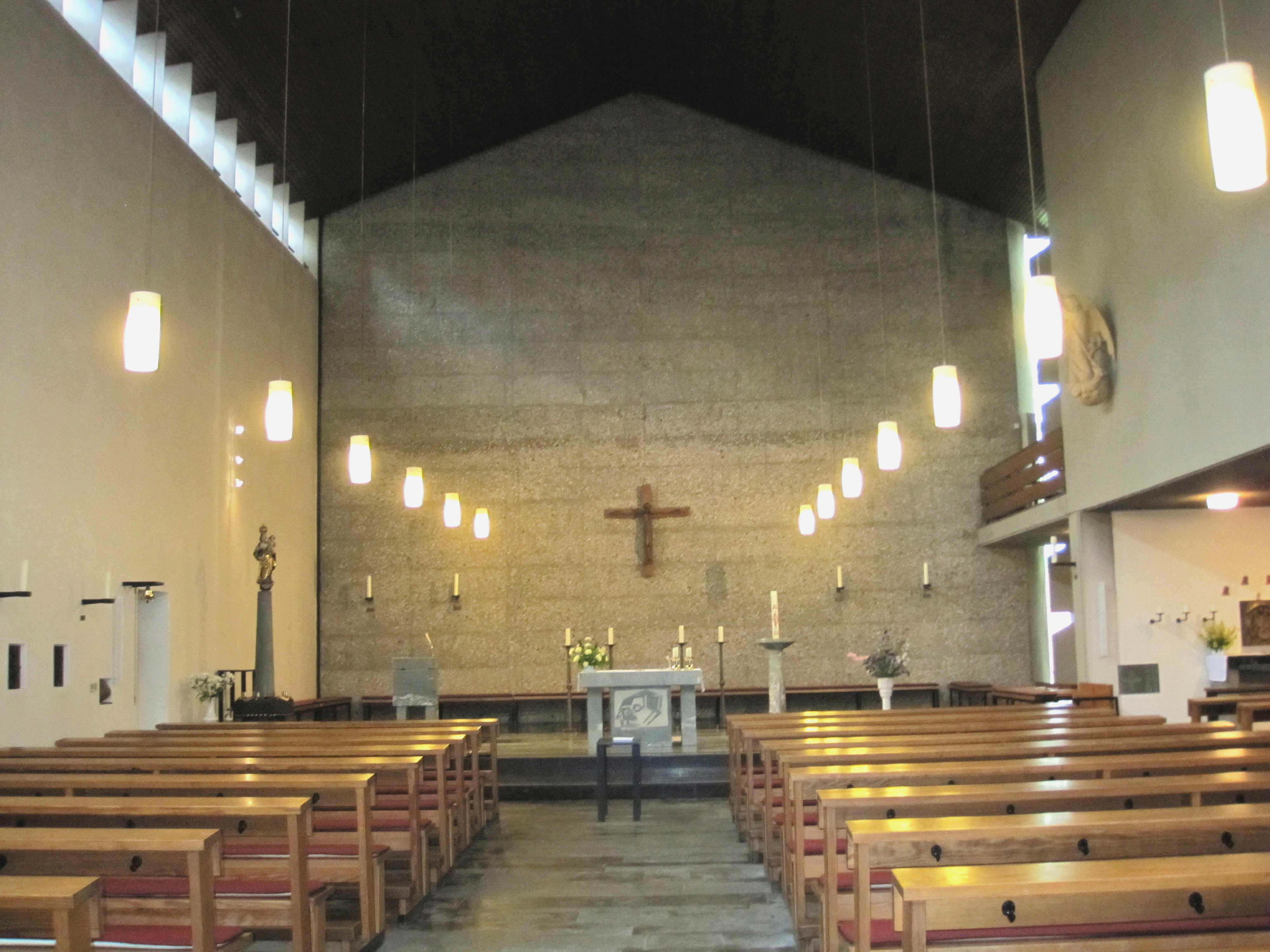
Innenraum
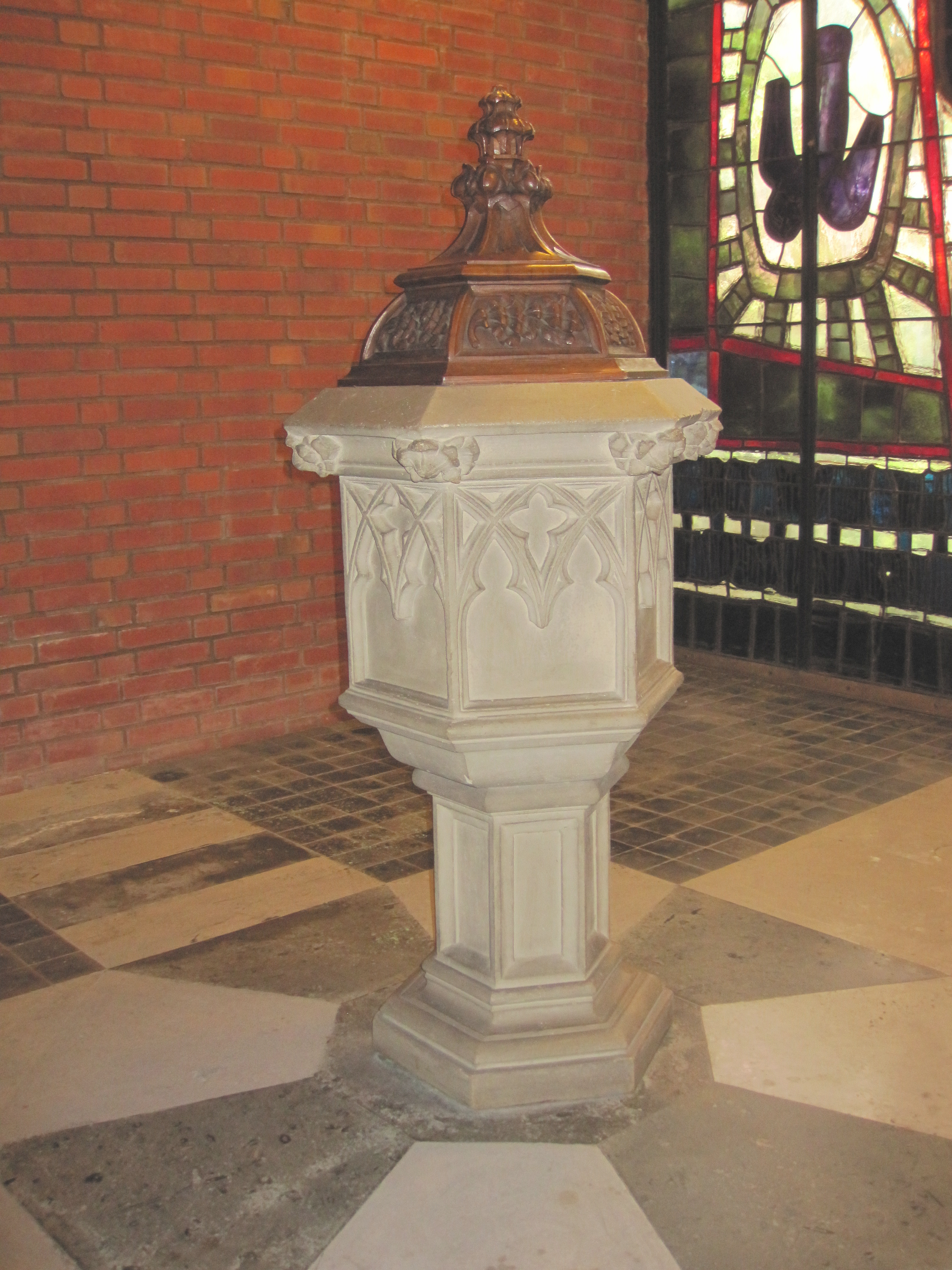
Neugotischer Taufstein

### Inneres
Im Innenraum endet die große Betonwand an der Ostseite in einer Giebelspitze. Die Holzdecke in Form eines Satteldaches reicht an der Nordwand bis zu den Lichtschächten, die über der Betonwand verlaufen. Die südliche Außenwand besteht bis zur Querwand aus Betonstreifen mit kleinen quadratischen Glasbausteinen, im Wechsel mit Abschnitten aus Ziegeln. Von der den Innenraum teilenden Querwand wurde beidseitig in halber Höhe des Kirchenschiffes parallel zur südlichen Außenwand eine Betondecke eingezogen. Durch die im Kirchenschiff darauf errichtete bis zur Decke reichende Betonwand entstand darunter Platz für eine Seitenkapelle. Südlich vom Chor liegt ein Gebetsraum, darüber befindet sich die Orgelempore mit der Orgel.
Die Taufkapelle an der Nordseite des Eingangs mit dem neugotischen Taufstein aus der Kirche in Frauenthal ähnelt in ihrer Gestaltung (Wände aus Ziegel und verputztem Beton und eine Seite Glasfenster) der südlichen Sakristei von St. Lambertus in Bliesheim. Beide Bauten entwarf Architekt Ingendaay, die Fenster schuf Glasmaler Franz Pauli.

### Orgel und Glocken
Die Orgel mit 12 Registern lieferte 1963 die Firma Helmut Seifert Köln.
Im  Turm hängen sechs Glocken, die 1961 von Wolfgang Hausen in der Glockengießerei Mabilon aus Saarburg gegossen wurden:
| Nr. | Name     | Durchmesser | Gewicht ca. | Schlagton | Inschrift |
| --- | -------- | ----------- | ----------- | --------- | --- |
| 1   | Christus | 1112 mm0    | 850 kg0     | fis′-4    | DEN NAMEN CHRIST TRAGE ICH. IN SEINEM NAMEN RUF’ ICH DICH: IM LEBEN, DAS DIR ZUGEMESSEN, SOLLST DU DEN MEISTER NIE VERGESSEN.                                                    |
| 2   | Maria    | 930 mm0     | 500 kg      | a′-4      | ICH HEISSE MARIA UND RUF’ IN DIE HERZEN: O LIEBET DEN HERREN IN FREUD UND IN SCHMERZEN.                                                                                          |
| 3   | Michael  | 825 mm      | 350 kg      | h′-4      | ST. MICHAEL BIN ICH BENANNT. EUCH MENSCHEN SAG ICH HIERZULAND: IM KAMPFE GEGEN LUZIFER STEH’ ICH EUCH BEI MIT MEINEM HEER.                                                       |
| 4   | Petrus   | 734 mm      | 250 kg      | cis″-4    | NACH PETRUS, DEM FELSEN, BENENNET MAN MICH. MIT MEINER STIMME MAHNE ICH: DANKET DEM HERRN, DER EUCH AUS GNAD’ IN SEINE KIRCH’ BERUFEN HAT.                                       |
| 5   | Joseph   | 600 mm      | 130 kg      | e″-4      | ALS JOSEFSGLOCKE RUF’ ICH EUCH AN: SEID TUGENDHAFT ALS FRAU UND MANN. |
| 6   | Johannes | 532 mm      | 100 kg      | fis″-4    | JOHANNES, DEM TÄUFER, GEWEIHET ICH BIN. ICH MAHNE, DIE MENSCHEN: HABT LAUTEREN SINN. DER SÜNDER TU’ BUSSE, BEKEHR’ SICH ZU GOTT: DENN KURZ IST DAS LEBEN UND DANN KOMMT DER TOD. |

## Ausstattung
- Glasfenster an der Ostfassade Paul Weigmann, hergestellt von der Glasmalerei Oidtmann.
- Glasfenster an der Nordseite in der Taufkapelle, Künstler Franz Pauli.
- neugotischer Taufstein
- Altar aus italienischem grünlich gemasertem Marmor von Toni Zenz 1975.
- flächig gearbeitetes Hängekreuz von Egino Weinert, heute im Turmraum.
- Tabernakel (Bronze) von Egino Weinert.
- Tabernakeltür von Toni Zenz.
- Madonna mit Kind (spätgotisch), im Kunsthandel erworben.
- Christus an der Geißelsäule (Barock), im Kunsthandel erworben.
- Petrus (Rokoko), im Kunsthandel erworben.
- Michael, Lindenholz, um 1980, Künstler unbekannt.[5]